# Octantis Cavi
Octantis Cavi és una formació geològica de tipus cavus a la superfície de Mart, localitzada amb el sistema de coordenades planetocèntriques a -51.96 ° latitud N i 314.62 ° longitud E, que fa 71.21 km de diàmetre. El nom va ser aprovat per la UAI l'any 1991 i fa referència a una característica d'albedo.